# Ivo Koblasa
Ivo Koblasa (* 10. července 1993 Brno) je český handicapovaný cyklista. Řadí se mezi nejlepší handicapované cyklisty v ČR (i na světě). Reprezentoval Českou republiku na Letních paralympijských hrách (Tokio 2020, Rio 2016, Londýn 2012). Od roku 2011 se pravidelně umísťuje na předních pozicích Evropského poháru, Světového poháru a Mistrovství světa. Dvakrát vyhrál světový ranking. V roce 2021 získal titul mistra Evropy. V roce 2014 se stal vicemistrem světa. V českém týmu závodil s takovými osobnostmi jako například Jiří Ježek. Stal se sportovcem, který se zasazuje o integraci handicapovaných mezi zdravými sportovci.
Jeho dědeček je armádní generál Emil Boček, válečný veterán ze II. světové války, nositel Řádu Bílého lva, účastník bojů o Velkou Británii a Francii, pilot u 310. stíhací perutě RAF.

## Kariéra

### Sportovní začátky
Na kole jezdí od tří let. V šesti letech prodělal kvůli medikamenty nezvládnutelné epilepsii operaci mozku, takzvanou kalosotomii (oddělení obou hemisfér mozku). Poté se musel učit znovu chodit, mluvit, zvládat běžné každodenní činnosti i jezdit na kole. V této době se pro něj kolo stalo především rehabilitační pomůckou a nutností k zvládnutí koordinace pohybu celého těla.
Tato nutnost postupně přešla do vášně, kdy si bez kola nedokázal představit svůj den. V osmi letech začal závodit.

### Sportovní úspěchy

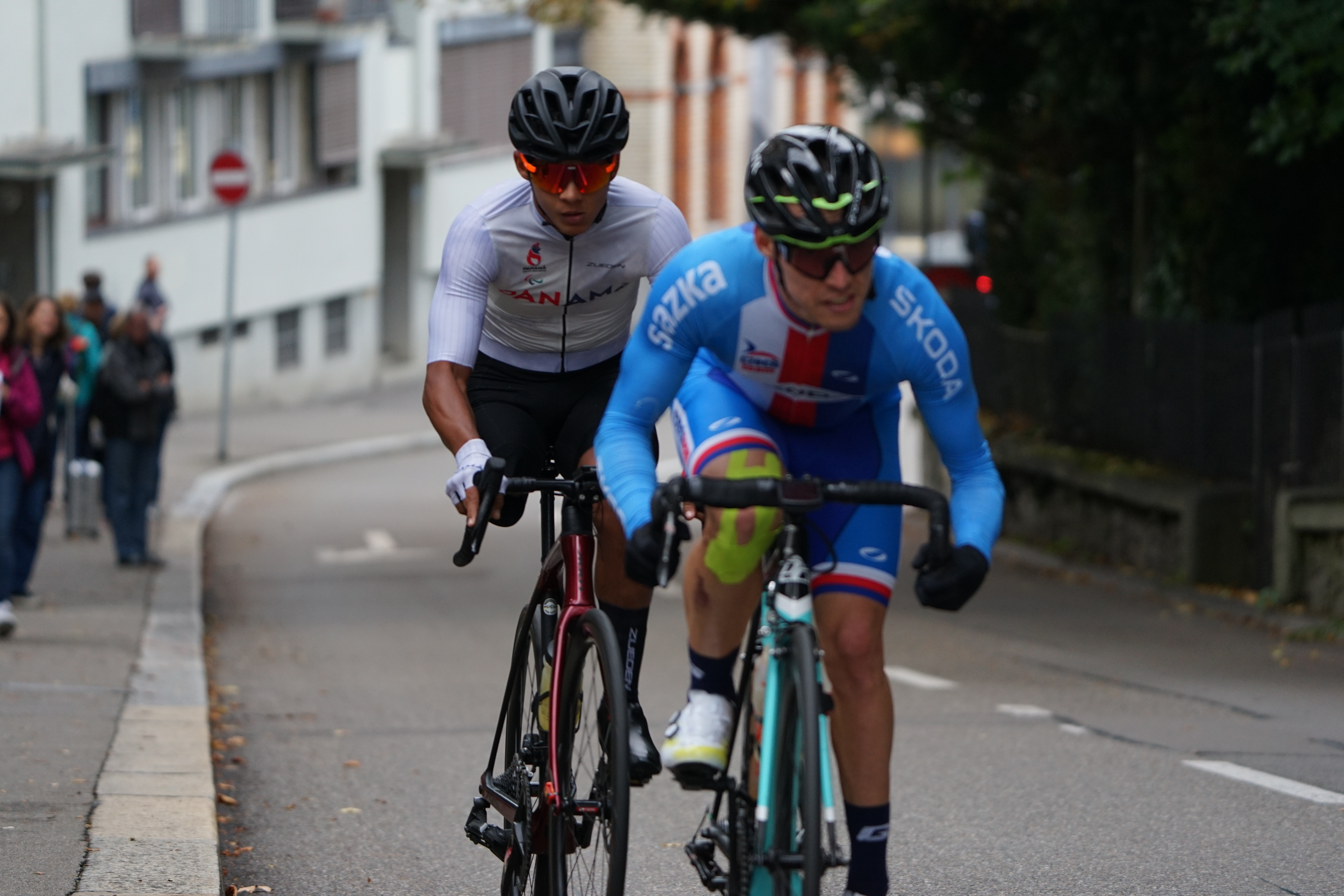
Mistrovství světa 2024

V roce 2011 získal medaile na silničních závodech Evropského poháru (1. místo Praha; 2. místo Vrátná; 3. místo Elzach) . Od té doby je pravidelným vítězem těchto závodů a pohybuje se na předních příčkách světového rankingu.
V roce 2012 se stal nejmladším členem cyklistického týmu, který reprezentoval ČR na Paralympiádě v Londýně 2012. Zde se umístil na 7. místě v silniční časovce a 4. místě v team sprintu.
V roce 2013 získal zlatou medaili na Světovém poháru v Itálii.
V roce 2014 se na Mistrovství světa v americkém Greenville stal vicemistrem světa. Úspěch slavil také na Světovém poháru v italském Toskánsku, kde v silničním závodě zvítězil. Na Mistrovství světa v Mexiku získal ve sprintu na dráze na 1 km 3. místo.
V roce 2015 vyhrál silniční závod Světového poháru v německém Elzachu a na Mistrovství světa ve švýcarském Nottwilu a v holandském Speldoornu získal v silničním závodu bronzové medaile.
V roce 2016 se spolu s českým týmem účastnil Paralympiády v Riu, kde se umístil na 5. místě v silniční časovce a na 5. místě v team sprintu na dráze. Ve stejném roce získal na Světovém poháru ve španělském Bilbau druhé místo v silniční časovce a 3. místo v silničním závodě.
V roce 2017 získal stříbro v silničním závodě na Světovém poháru v Ostende a na Mistrovství světa v americkém Los Angeles bronz v závodě 1 km na dráze.
V roce 2018 vyhrál zlaté medaile v silničních závodech Evropského poháru v Praze, Púchově a na Invacar Austria paracycling tour.
V roce 2019 získal stříbro ve Světovém poháru na silničním závodě v Corridonii, zlato v Evropském poháru v Elzachu a zlato na Invacare European Games v Rakousku.
V roce 2020 se Ivo stal vítězem světového rankingu handicapovaných cyklistů.

### Ocenění

#### 2014
- Sportovec JMK za rok 2014 mezi handikapovanými[1]

#### 2015
- Nejlepší handicapovaný cyklista Jihomoravského kraje za rok 2015[2]
- Nejlepší handicapovaný sportovec mezi juniory v anketě Handicapovaný sportovec ČR 2015[3]

#### 2016
- Nejlepší handicapovaný cyklista v anketě Král cyklistiky[4]
- Nejlepší hadicapovaný sportovec JMK 2016

#### 2017
- Sportovec města Brna - nejlepší hadicapovaný sportovec 2017[5]
- Král cyklistiky - nejlepší handicapovaný cyklista[6]

#### 2018
- Sportovec města Brna - nejlepší handicapovaný sportovec 2018
- Nejlepší handicapovaný sportovec JMK za rok 2018

#### 2019
- Sportovec města Brna - nejlepší handicapovaný sportovec 2019
- Nejlepší handicapovaný sportovec JMK za rok 2019

#### 2020
- Ivo se stal vítězem světového rankingu za rok 2020
- Ivo byl vyhlášen nejlepším handicapovaným cyklistou za rok 2020
- Ivo byl vyhlášen handicapovaným sportovcem Jihomoravského kraje za rok 2020

2021
- Ivo získal titul mistra Evropy